# István Örkény
Dans le nom hongrois Örkény István, le nom de famille précède le prénom, mais cet article utilise l’ordre habituel en français István Örkény, où le prénom précède le nom.
Œuvres principales
Macskajáték (« Chat ! » / « Le Chat et la souris ») (1965)
Tóték (« La Famille Tot » / « Les Boîtes ») (1966)
Egyperces novellák (« Minimythes ») (1968)
István Örkény, né le 5 avril 1912 à Budapest et mort le 24 juin 1979 dans la même ville, est un écrivain hongrois.
Son œuvre vaste comprend des romans, des pièces de théâtre, des nouvelles et ce qu’on appelle des nouvelles-minute, proses très brèves dont il est l’initiateur.
En tant qu’homme et écrivain, il est passé par l’étape du communiste convaincu jusqu’à écrire dans l’esprit du réalisme socialiste de type stalinien, puis par celle de la déception causée par le régime communiste jusqu’à participer discrètement à la Révolution de 1956. Après celle-ci, il s’est abstenu de la dissidence et a profité de la relative libéralisation des années 1960 pour créer une œuvre non asservie idéologiquement et originale du point de vue littéraire, caractérisée par un humour absurde et grotesque.
Son œuvre était et reste populaire en Hongrie, arrivant à un public international aussi.

## Biographie
István Örkény est issu d’une famille de la bourgeoisie juive plutôt aisée, convertie au catholicisme. Son père était pharmacien.
En 1930, il obtient son baccalauréat au Lycée piariste de Budapest (hu). Il est déjà attiré par la littérature mais, en suivant la volonté de son père, il commence des études de génie chimique. Il les abandonne deux ans après pour des études de pharmacie qu’il finit en 1934. La même année, il publie ses premiers écrits, des poèmes et des nouvelles, dans la revue Keresztmetszet, qu’il a fondée et qu’il rédige avec des amis.
En 1936, il se marie pour la première fois.
Ses premières nouvelles importantes, Forradalom (« Révolution ») et Tengertánc, paraissent en 1937, dans la revue Szép Szó, grâce au poète Attila József qui en est l’un des rédacteurs responsables. Celles-ci ne plaisent pas aux autorités et, menacé par la police, l’écrivain quitte la Hongrie.
En 1938, il vit à Londres, où il travaille à une revue médicale, puis, en 1939, à Paris, où il vit de petits travaux occasionnels. Quand la Seconde guerre mondiale éclate, il est contraint de retourner en Hongrie, réussissant à monter dans le dernier train qui part de Paris vers Budapest.
En 1940, il reprend ses études de génie chimique, obtenant son diplôme d’ingénieur en 1941. Il divorce la même année et il publie à compte d’auteur son premier volume de nouvelles, intitulé Tengertánc, s’occupant lui-même de sa diffusion. Il y apparaît déjà le grotesque qui caractérisera son œuvre à partir des années 1960.
En 1942, il est mobilisé. Étant officier de réserve, il se présente vêtu de son uniforme mais est puni et humilié pour cela. Il est en fait mobilisé en tant que Juif, dans une compagnie de travail, et envoyé sur le front russe. En 1943, il est fait prisonnier, étant détenu pendant deux ans dans un camp de Tambov. Au printemps 1945, il est transféré au camp de prisonniers de Krasnogorsk, où il suit les cours de ce qu’on appelle l’École centrale anti-fasciste. Même dans ces conditions, il réussit à écrire des ouvrages qu’il publiera plus tard.
Il est libéré en 1946 et retourne en Hongrie croyant à la construction du socialisme. Il adhère au Parti communiste hongrois et écrit dans les publications de celui-ci. Il s’engage dans la vie littéraire aussi, en publiant jusqu’en 1948 les livres documentaires basés sur son expérience sur le front et aux camps de prisonniers, Amíg ide jutottunk (« Jusqu’à ce qu’on arrive là ») et Lágerek népe (« Peuple des camps »), ainsi que le drame Voronyezs (« Voronej »).
En 1948, il épouse Angéla Nagy, journaliste et autrice de livres de gastronomie, avec qui il aura deux enfants.
Entre 1949 et 1953, il est secrétaire littéraire du Théâtre de la jeunesse puis du Théâtre de l’Armée populaire et publie des écrits dans l’esprit du réalisme socialiste stalinien, par exemple dans le volume collectif Magyar írók Rákosi Mátyásról (« Écrivains hongrois sur Mátyás Rákosi »). Cependant, il arrive que la politique culturelle accueille avec antipathie l’une ou l’autre de ses œuvres, comme la nouvelle Lila tinta (« Encre violette ») de 1952.
Après la mort de Staline, en 1953, au temps du premier gouvernement d’Imre Nagy, des tentatives de réforme ont lieu, en même temps qu’on reconnaît officiellement le caractère catastrophique de la politique économique et les crimes du régime des années antérieures. Örkény publie dans Irodalmi Újság (« Journal littéraire ») l’article Írás közben (« Pendant que j’écris »), qui provoque un tumulte en dévoilant la crise qu’il traverse en tant qu’homme et écrivain à cause de son attitude stalinienne de jusqu’alors, bien qu’il continue à s’affirmer communiste et écrivain réaliste socialiste.
En 1954 il devient lecteur aux Éditions de littérature artistique.
Bien que non en première ligne, il participe à la Révolution de 1956. Après sa défaite, il est interrogé par la police politique et, en 1957, il publie une auto-critique modérée dans la revue Kortárs. Il est tout de même interdit de publication de 1958 à 1962 et gagne sa vie en travaillant jusqu’en 1963 dans une usine de médicaments, dans la profession pour laquelle il possède des diplômes. Entre-temps, en 1959, il divorce de nouveau. Il se marie pour la troisième fois avec Zsuzsa Radnóti, historienne de la littérature.
Après le début de la relative libéralisation du régime, en 1963, commencent à paraître les œuvres d’Örkény pour lesquelles il est apprécié comme écrivain au XXIe siècle aussi, dont les plus importantes sont les romans courts Macskajáték (traduit en français avec les titres « Chat ! » et « Le chat et la souris ») (1965) et Tóték (en français avec les titres « La famille Tót » et « Les Boîtes ») (1966), ainsi que Egyperces novellák (en français avec le titre « Minimythes ») (1968). Certains de ceux-ci sont parues dans des volumes antérieurs et il les multipliera dans des éditions ultérieures.
En 1969, il écrit le drame Pisti a vérzivatarban (« Pisti dans la tempête sanglante »), dont la parution par écrit et la présentation sur scène ne sont pas permises par le régime.
L’auteur adapte pour la scène La Famille Tot, puis le réalisateur Zoltán Fábri l’adapte pour le cinéma, avec un grand succès auprès du public. Örkény commence à être connu à l’étranger. Par exemple sa pièce La Famille Tot gagne à Paris le Grand prix de l’humour noir du spectacle 1970. Chat ! aussi est joué sur scène à commencer par 1971, y compris à l’étranger, et adapté pour le cinéma en 1972 par Károly Makk, avec le titre français Jeux de chat, le film étant nominalisé pour l’Oscar du meilleur film international 1975. On commence à traduire les nouvelles-minute aussi.
En 1971-1972, les éditions Magvető de Budapest publient Időrendben (« Par ordre chronologique ») une série de trois volumes comprenant les œuvres principales de l’auteur, y compris la pièce Pisti a vérzivatarban et le roman Glória, inédits.
Les années suivantes, on joue d’autres pièces avec un grand succès, comme Vérrokonok (« Parents de sang ») (1975) ou Kulcskeresők (en français avec le titre « Cherchez la clé ! ») (1977).
En 1979, on peut enfin jouer Pisti a vérzivatarban, après dix ans d’interdiction. Örkény meurt la même année.

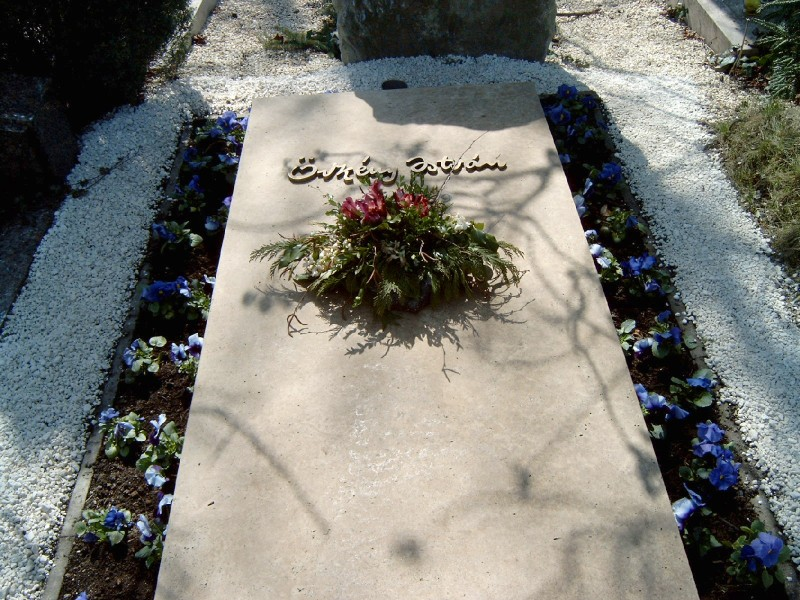
Sépulture d’István Örkény

## Regards sur l’œuvre
Le grotesque apparaît dans l’œuvre d’Örkény dès sa première nouvelle importante, Tengertánc (1937), une prévision de la folie nazie, prenant son essor dans ses œuvres d’après 1963.
Son roman Chat ! (1965) se compose de lettres et de conversations téléphoniques fictives entre deux sœurs âgées. Ce roman et la pièce qui en est adaptée reflètent le caractère tragi-comique du vieillissement mais aussi la possibilité du réveil des sentiments, ainsi que l’opposition entre l’attitude d’adaptation aux conventions sociales et la tendance de l’individu à la souveraineté.
Dans ses roman et pièce La Famille Tot, l’auteur donne libre cours à l’absurde et au grotesque en reflétant le rapport entre le pouvoir et ses victimes.
La nouvelle-minute est un genre nouveau, absurde et grotesque, où l’écrivain trouve une forme d’expression originale. La description épique et le réalisme psychologique y cèdent la place à la suggestion concentrée de l’essentiel. La tension interne de ces textes naît d’éléments antinomiques comme raison vs irrationnel, lucidité vs sentimentalisme, etc.

## Accueil
L’œuvre d’Örkény d’après 1963 est très favorablement accueillie aussi bien par la critique et l’histoire littéraires, que par le public. De son vivant, il a reçu par deux fois le Prix Attila József (1955 et 1967), le Grand prix de l’humour noir (1970) et le Prix Kossuth, le plus prestigieux en Hongrie (1973).

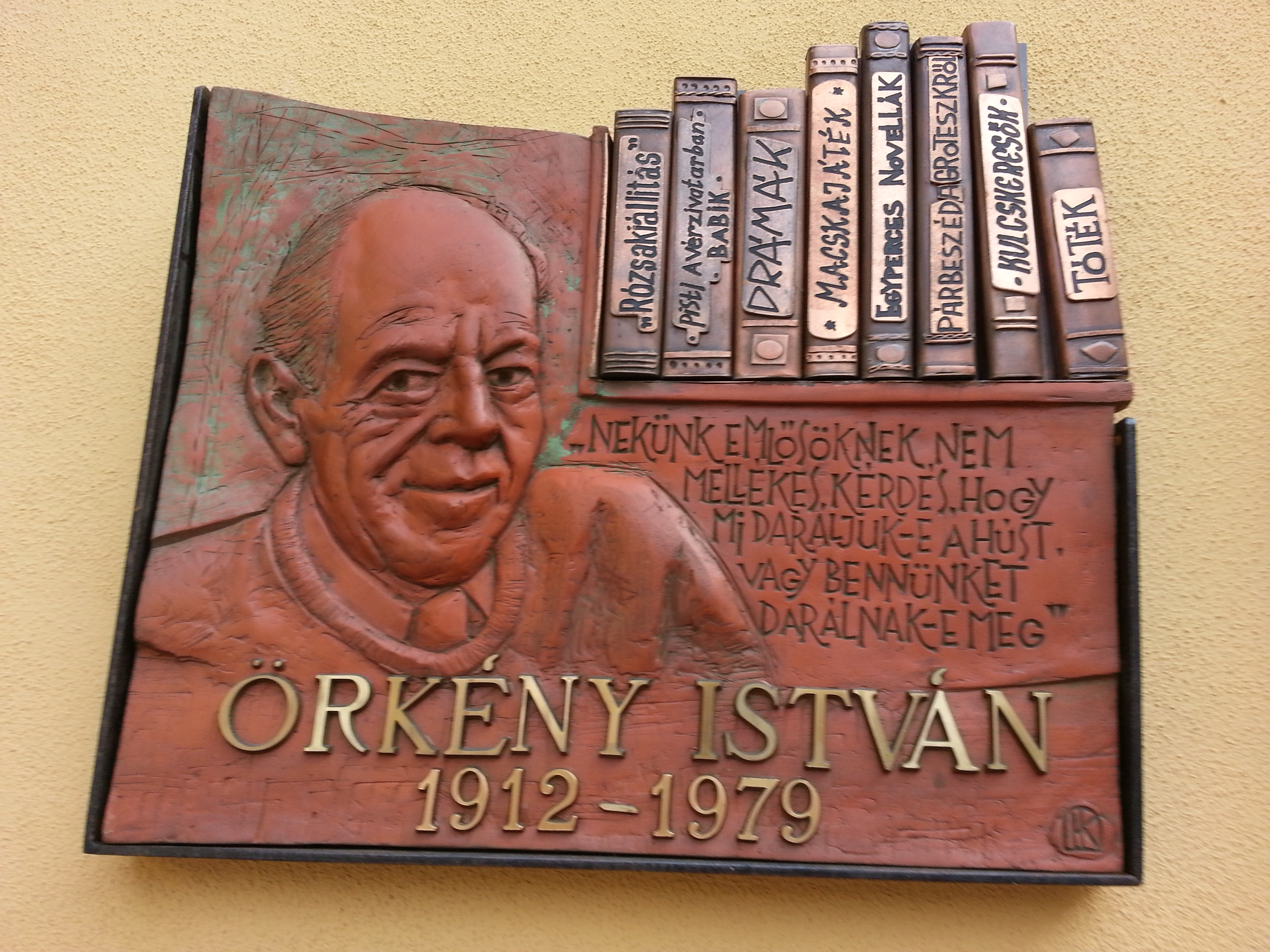
Plaque commémorative aux Thermes Szent Lukács

Il reste très populaire en Hongrie après sa mort, étant honoré de diverses façons. Un théâtre, une librairie et plusieurs voies publiques portent son nom. En 2004, il reçoit le Prix du patrimoine hongrois (en). Il est aussi citoyen d’honneur du 7e arrondissement de Budapest, depuis 1999, et du 2e arrondissement de Budapest, depuis 2012.
En 2014, Örkény est élu membre de l’Académie littéraire numérique du Musée littéraire Petőfi (en), qui publie la plupart de ses œuvres en accès libre.

## Liste des principales œuvres
- Tengertánc, 1941 (nouvelles)
- Lágerek népe (« Peuple des camps »), 1947 (écrit sociographique)
- Voronyezs (« Voronej »), 1948 (drame)
- Budai böjt (« Jeûne à Buda »), 1948 (nouvelles)
- Házastársak (« Les époux »), 1951 (roman)
- Koránkelő emberek (« Gens qui se lèvent tôt »), 1952 (reportages et nouvelles)
- Hóviharban (« Dans la tempête de neige »), 1954 (nouvelles)
- Ezüstpisztráng. Rövid remekművek (« La truite d’argent. Chefs-d’œuvre brefs), 1956 (prose brève)
- Macskajáték (« Chat ! » / « Le chat et la souris »), 1965 (roman bref), adaptation au théâtre (1971), adaptation au cinéma (1972)
- Tóték (« La Famille Tot » / « Les Boîtes »), 1966 (roman bref), adaptation au théâtre (1967), adaptation au cinéma (1969)
- Jeruzsálem hercegnője (« La Princesse de Jérusalem »), 1966 (nouvelles)
- Nászutasok a légypapíron (« Voyageurs de noce sur le papier tue-mouches »), 1967 (prose brève)
- Egyperces novellák, 1968 (« Minimythes »)
- Vérrokonok (« Parents de sang »), 1975 (drame)
- Kulcskeresők (« Cherchez la clé ! »), 1977 (drame)
- Rózsakiállítás (en français avec le titre  « Floralies »), 1977 (roman bref)
- Forgatókönyv (« Scénario »), 1979 (tragédie)

Örkény a été traducteur aussi. Il a transposé en hongrois beaucoup d’écrits, la plupart restés en manuscrits, de pièces qui ont été jouées. On a publié de lui des traductions de Joseph Conrad, Truman Capote, Jean Cocteau, Alexandre Dumas (père), Tennessee Williams, etc.

## Traductions d’œuvres d’István Örkény
Les principales œuvres d’Örkény ont été traduites dans de nombreuses langues, en dehors du français, en allemand, anglais, arabe, biélorusse, bulgare, chinois, coréen, croate, danois, espagnol, espéranto, finnois, grec, hindi, italien, japonais, kyrgyz, letton, lituanien, macédonien, néerlandais, norvégien, persan, polonais, portugais, roumain, russe, serbe, slovaque, slovène, suédois, tchèque.
En français sont parus principalement :
- La Famille Tot [Tóték], adapté par Claude Roy, Paris, Gallimard, Théâtre du monde entier, 1968
- Minimythes [Egyperces novellák]. Textes choisis, adapté et préfacé par Tibor Tardos, Gallimard, Du monde entier, 1970
- Chat! [Macskajáték]. Tragi-comédie en deux parties, adapté par Vercors, Gallimard, Théâtre du monde entier, 1974
- Cherchez la clef ! [Kulcskeresők], traduit par László Pődör et Anne-Marie Backer, Budapest, Centre Hongrois de l’I. I. T., Informations, 1977
- Sœur Gloria [Glória]. Roman, traduit par Jean-Michel Kalmbach, Paris, POF, D’étranges pays, 1983
- Floralies [Rózsakiállítás]. Roman, traduit par Jean-Michel Kalmbach, introduction de Lajos Nyéki, POF, D’étranges pays, 1984
- La Famille Tót [Tóték]. Le chat et la souris [Macskajáték], traduit par Natalia Zaremba-Huzsvai et Charles Zaremba, Ozoir-la-Ferrière, In fine, Domaine hongrois, 1994
- Les Boîtes [Tóték], traduit par Natalia Zaremba-Huzsvai et Charles Zaremba, Paris, Cambourakis, 2009

### Lecture supplémentaire
- (hu) Sophie Aude, Trente années de littérature hongroise en traductions françaises. Bibliographie annotée. 1979-2009, Budapest, Fondation du Livre Hongrois, 2010 (ISBN 978-963-88819-1-5, lire en ligne), p. 157-158